# エッジ束化
エッジ束化 (Edge bundling) とは、ネットワーク可視化における可読性を向上させる手段の1つである。近隣する多数のエッジを1本の大きな束に見えるように変形することで、エッジが画面いっぱいに絡まって見える状況を緩和し、ネットワークの概略的な構造を把握しやすくする。

## 沿革
ノード間の集約された関係を示すための曲線エッジは、手書きのグラフにおいても広く使用されてきた。これを初めて自動化したのは、ブランデスとワーグナーである。しかし「エッジ束化 (Edge bundling) 」という名称が初めて使用されたのは、ホルトンによる2006年の論文 "Hierarchical edge bundles: Visualization of adjacency relations in hierarchical data" であるとされる。
エッジの束化は、階層型グラフを対象としたホルトンの手法で脚光を浴び、類似の手法も登場したが、これらの手法ではノードの上を束が通過することがしばしば起こり、接続構造の可読性を下げると指摘された。その一方で、エネルギーや力学の概念を導入した手法も多く提案されたが、これらは計算時間が常に問題になると指摘された。
なお、エッジ束化は、インク最小化やエネルギー最小化などのコストベース手法、階層型・格子型の形状処理ベース手法、画像処理ベース手法に分類される。

### 英語資料
- Zhou, Hong; Panpan Xu; Xiaoru Yuan; Huamin Qu (2013). “Edge Bundling in Information Visualization”. TSINGHUA SCIENCE AND TECHNOLOGY 18 (2).

### 日本語資料
- 伊藤貴之『意思決定を助ける情報可視化技術』コロナ社、2018年。ISBN 978-4-339-02883-6。
- 中澤里奈、伊藤貴之、瀬々潤、寺田愛花「エッジの束化を用いた遺伝子ネットワークの可視化」『可視化情報学会論文集』第33号、2013年11月、25-32頁、doi:10.3154/tvsj.33.25。